# Baltic Sea Darts Open
| Baltic Sea Darts Open | Baltic Sea Darts Open                          |
| --------------------- | ---------------------------------------------- |
| Sportart              | Darts                                          |
| Organisator           | PDC                                            |
| Turnierart            | Ranglistenturnier                              |
| Austragungsort        | Wunderino Arena, Kiel                          |
| Austragungszeitraum   | wechselnd                                      |
| Rekordsieger          | Dave Chisnall, Rob Cross, Gerwyn Price (je 1×) |
| amtierender Sieger    | Gerwyn Price                                   |
| Letzte Austragung     | 2025                                           |
| Nächste Austragung    | 2026                                           |

Die Baltic Sea Darts Open sind ein Ranglistenturnier der Professional Darts Corporation. Es ist ein Event der European Darts Tour, welche im Rahmen der Pro Tour durchgeführt wird. Es wurde 2023 zum ersten Mal ausgetragen.

## Format
Das Turnier wird im K.-o.-System gespielt. Spielmodus ist in den ersten drei Runden best of 11 legs, im Halbfinale best of 13 legs und im Finale best of 15 legs.
Jedes leg wird im double-out-Modus gespielt.

## Preisgeld
Bei diesem Turnier werden insgesamt £ 175.000 an Preisgeldern ausgeschüttet.
Das Preisgeld verteilt sich unter den Teilnehmern wie folgt:
| Position (Anzahl der Spieler) | Position (Anzahl der Spieler) | Preisgeld |
| ----------------------------- | ----------------------------- | --------- |
| Gewinner                      | (1)                           | £ 30.000  |
| Finalist                      | (1)                           | £ 12.000  |
| Halbfinalisten                | (2)                           | £ 8.500   |
| Viertelfinalisten             | (4)                           | £ 6.000   |
| Achtelfinalisten              | (8)                           | £ 4.000   |
| Verlierer der 2. Runde        | (16)                          | £ 2.500   |
| Verlierer der Vorrunde        | (16)                          | £ 1.250   |
|                               |                               |           |
|                               |                               | £ 175.000 |

## Finalergebnisse
| Jahr | Austragungsort        | Sieger        | Ergebnis | Finalist       | Preisgeld  | Preisgeld |
| Jahr | Austragungsort        | Sieger        | Ergebnis | Finalist       | Gesamt     | Sieger    |
| ---- | --------------------- | ------------- | -------- | -------------- | ---------- | --------- |
| 2023 | Wunderino Arena, Kiel | Dave Chisnall | 8 : 5    | Luke Humphries | 0£ 175.000 | 0£ 30.000 |
| 2024 | Wunderino Arena, Kiel | Rob Cross     | 8 : 6    | Luke Humphries | 0£ 175.000 | 0£ 30.000 |
| 2025 | Wunderino Arena, Kiel | Gerwyn Price  | 8 : 3    | Gary Anderson  | 0£ 175.000 | 0£ 30.000 |

## Höchste Averages
Die Tabelle nennt die zehn höchsten Averages in der Turniergeschichte.
| #  | Spieler            | Jahr | Runde         | Average | Ergebnis   |
| -- | ------------------ | ---- | ------------- | ------- | ---------- |
| 1  | Gerwyn Price       | 2023 | 2. Runde      | 109,07  | Sieg       |
| 2  | Gerwyn Price       | 2023 | Achtelfinale  | 108,29  | Niederlage |
| 3  | Gary Anderson      | 2025 | Viertelfinale | 108,03  | Sieg       |
| 4  | Michael van Gerwen | 2024 | 2. Runde      | 107,78  | Sieg       |
| 5  | Dave Chisnall      | 2023 | Achtelfinale  | 107,04  | Sieg       |
| 6  | Jonny Clayton      | 2025 | Achtelfinale  | 106,90  | Sieg       |
| 7  | Ritchie Edhouse    | 2024 | 1. Runde      | 106,46  | Sieg       |
| 8  | Steve Beaton       | 2023 | 1. Runde      | 106,10  | Sieg       |
| 9  | Rob Cross          | 2024 | Finale        | 105,56  | Sieg       |
| 10 | Damon Heta         | 2024 | 2. Runde      | 104,54  | Sieg       |